# ペテルゴフ
ペテルゴフ（ロシア語: Петерго́ф, 英語: Petergof）は、ロシア・サンクトペテルブルク市の行政区。人口は7万3154人（2023年推計値）。サンクトペテルブルク都市圏に含まれる。名称はロシア・ドイツ語で「ピョートルの邸宅」の意。

## 概要
サンクトペテルブルク中心部から西に約29 km離れた、フィンランド湾の南岸に位置している。ペテルゴフ宮殿やサンクトペテルブルク大学の2つのキャンパスのうち1つがある。
サンクトペテルブルクのベッドタウンとなっており人口が増加しているが、歴史的景観を保護するため開発が制限された地区がある。

## 歴史
町は1705年にピョートル1世によって開かれた。フィンランド湾に面した景勝地でロシアの歴代皇帝の宮殿や別荘が建てられた。
第二次世界大戦中の1944年1月27日、ドイツ語を語源とする「ペテルゴフ」の町名は「ペトロドヴォレツ」（ロシア語: Petrodvoréts）に変更され、ソビエト連邦の解体まで続いた。そして1997年、元の「ペテルゴフ」に戻された。
戦時中はドイツ軍の上陸地点となったため、町の建物は大きな被害を受けた。復興が終わったのは実に1990年代になってからである。

## 経済
1721年に宝石と大理石の細工工場が建設され、大勢の職人が集められた。これは宮殿の内部を飾り付けるためだった。1920年代に工場は時計の装飾を手掛けるようになり、第二次世界大戦後には時計の製造の全工程を行うようになった。1961年からは「Rocket」のブランド名で出荷されていた。1981年には7500人の従業員がいたが、現在では生産規模は大幅に縮小されている。

## 観光
下記の2つはともに「サンクトペテルブルク歴史地区と関連建造物群」として世界遺産に登録されている。

### ペテルゴフ宮殿とその庭園
ペテルゴフ宮殿（露）（ピョートル大帝の夏の宮殿）とその噴水庭園はロシアを代表する観光地のひとつである。ピョートル1世の命により当時の先端技術を投入されて建設されたもので、ベルサイユ宮殿の影響が見られる。
噴水を持つが、ポンプではなくペテルゴフ噴水導水路との水位差を利用している。

### 歴史地区
ペテルゴフ町内のノヴィ・ぺテルゴフ地区には多くの歴史的建造物が残されている。以下はその代表的なものである。
- ペトラ・イ・パヴラ大聖堂（ロシア語版） - 1904年に竣工した高さ60 mの聖堂。ペテルゴフ宮殿「上の庭園」入口から徒歩5分。1935年に閉鎖されたが、1985年から1990年にかけて修復された。
- ノヴィ・ぺテルゴフ駅（ロシア語版） - 1857年に竣工。ロシア最古級の駅舎である。小規模だがトレインシェッドを備えている。

## 科学・教育
サンクトペテルブルク大学による科学教育コンプレックス、海軍無線技術研究所などがある。2005年7月23日、ロシア連邦科学都市の第1号に認定された。

## 交通

### 航路
水中翼船が、エルミタージュ美術館近くの船着場とペテルゴフ宮殿「下の庭園」の桟橋との間を往復している。所要35分。ネヴァ川が凍結しない期間（おおよそ5月頃から10月頃まで）に限って運行される。「下の庭園」が有料であるため、下船するにはその入園料が必要となる。

### 鉄道
町内にはバルチック線（英: Baltic line）のノヴィ・ぺテルゴフ駅、スタリ・ぺテルゴフ駅、大学駅の3つの鉄道駅がある。これらの駅からサンクトペテルブルクのバルチスキー駅までエレクトリーチカ（近郊電車）で所要約45分。運転間隔は15～30分。バルチスキー駅でサンクトペテルブルク地下鉄1号線バルチースカヤ駅に接続している。
ペテルゴフ宮殿「上の庭園」入口からノヴィ・ぺテルゴフ駅まで徒歩30分（約2 km）。

### 路線バス
サンクトペテルブルク地下鉄1号線アフトヴォ駅からペテルゴフ宮殿「上の庭園」入口まで路線バスで所要約60分。

## 姉妹都市
- ル・ブラン・メニル市（フランス）
- バート・ホンブルク・フォア・デア・ヘーエ（ドイツ）
- ソポト（ポーランド）

## 画像

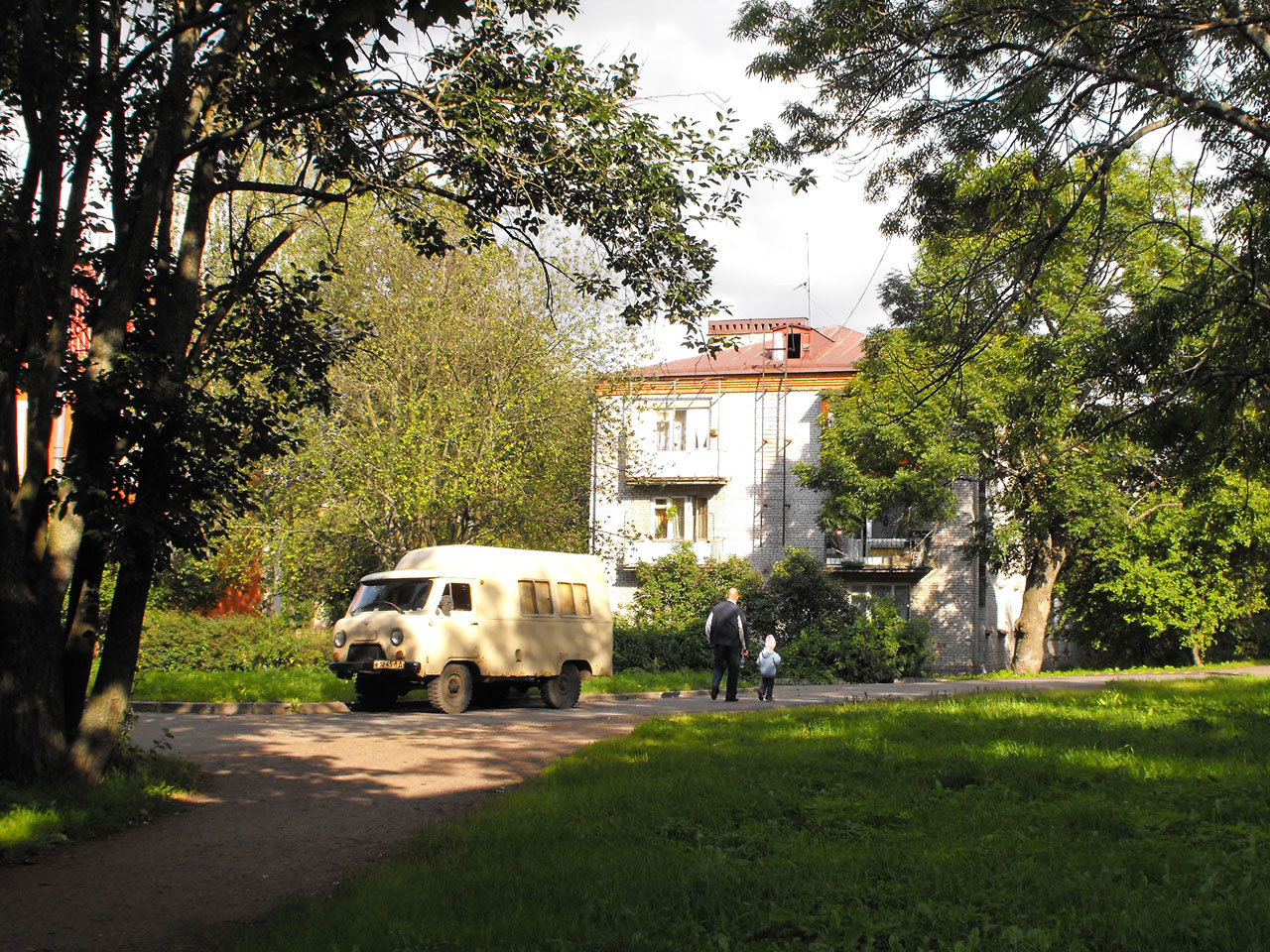
ペテルゴフの住宅街
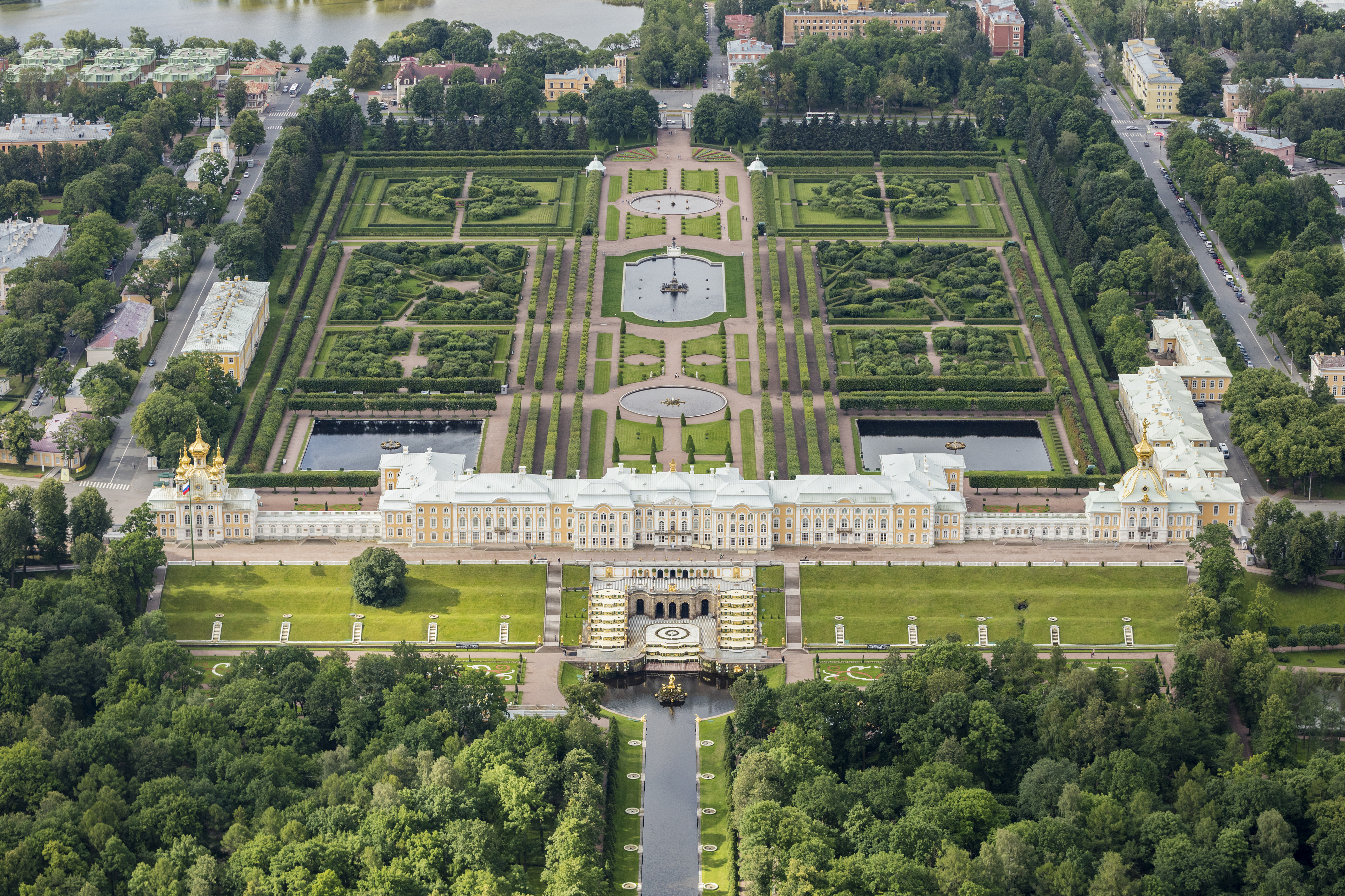
ペテルゴフ宮殿
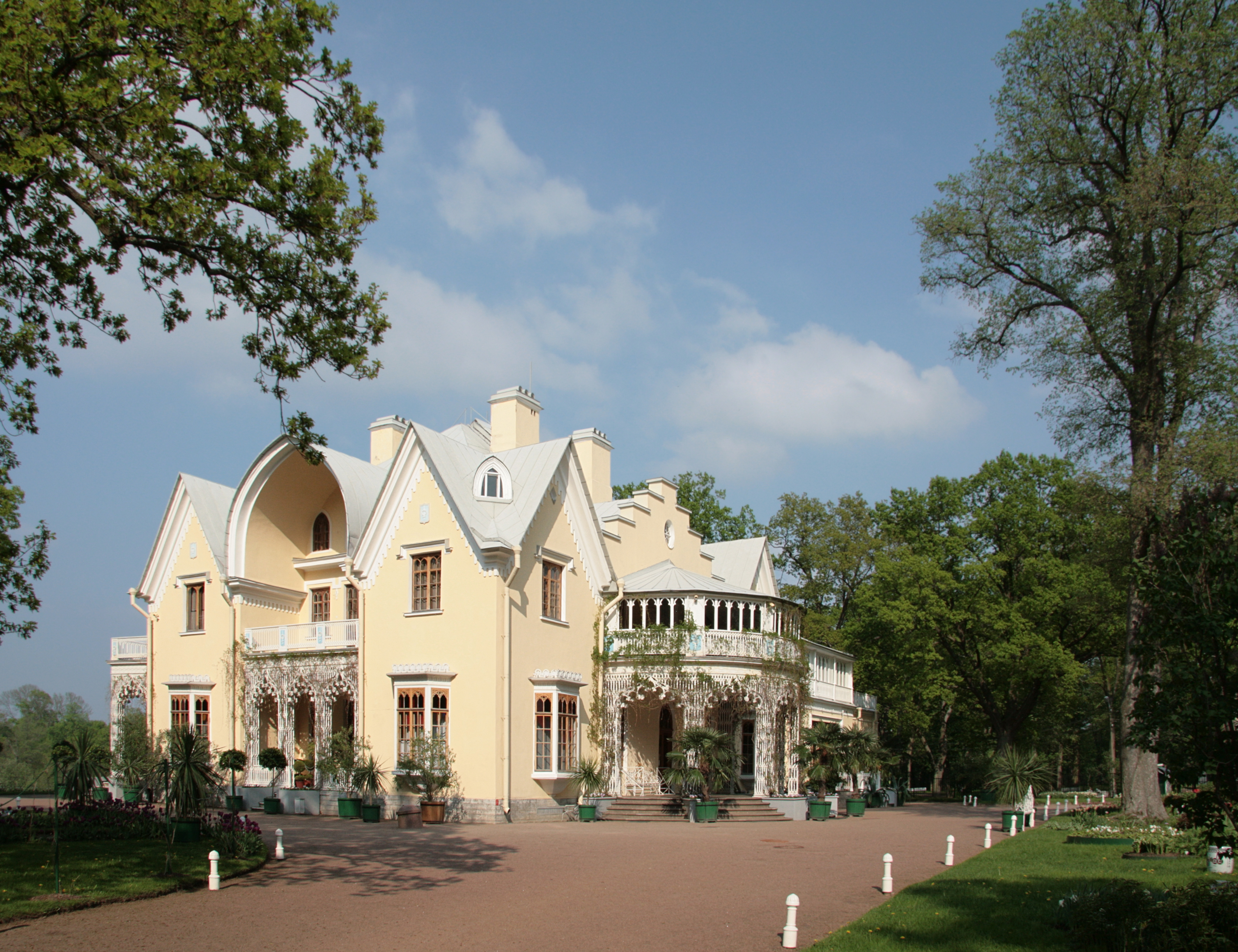
ニコライ1世の別荘
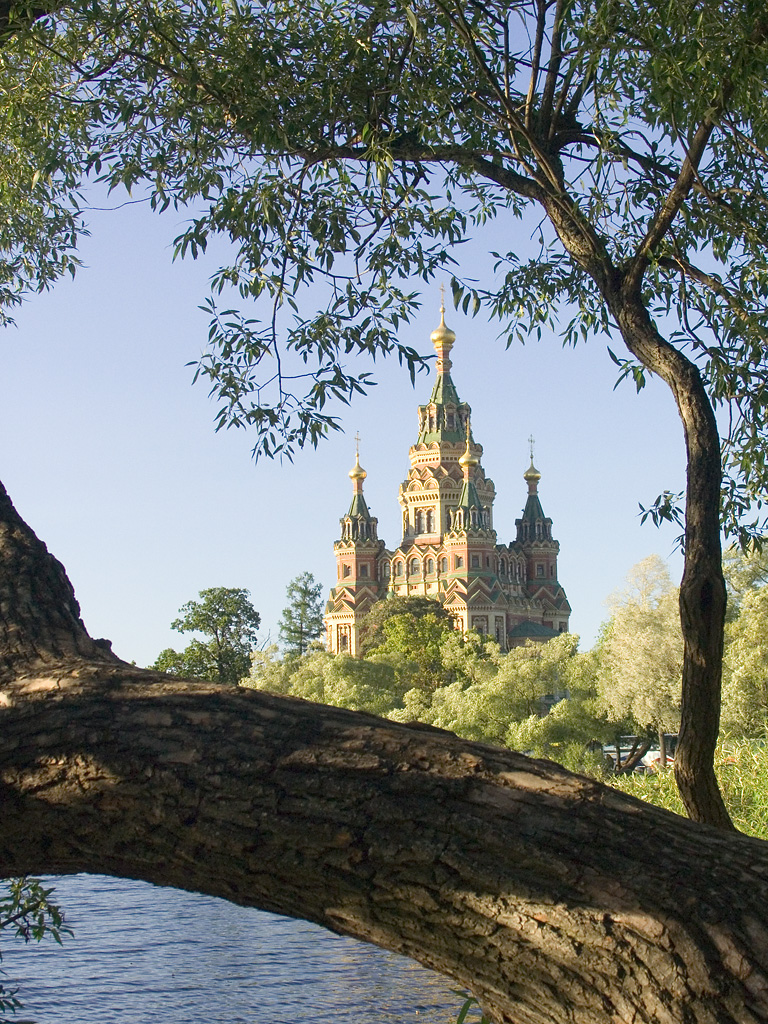
ペトラ・イ・パヴラ大聖堂
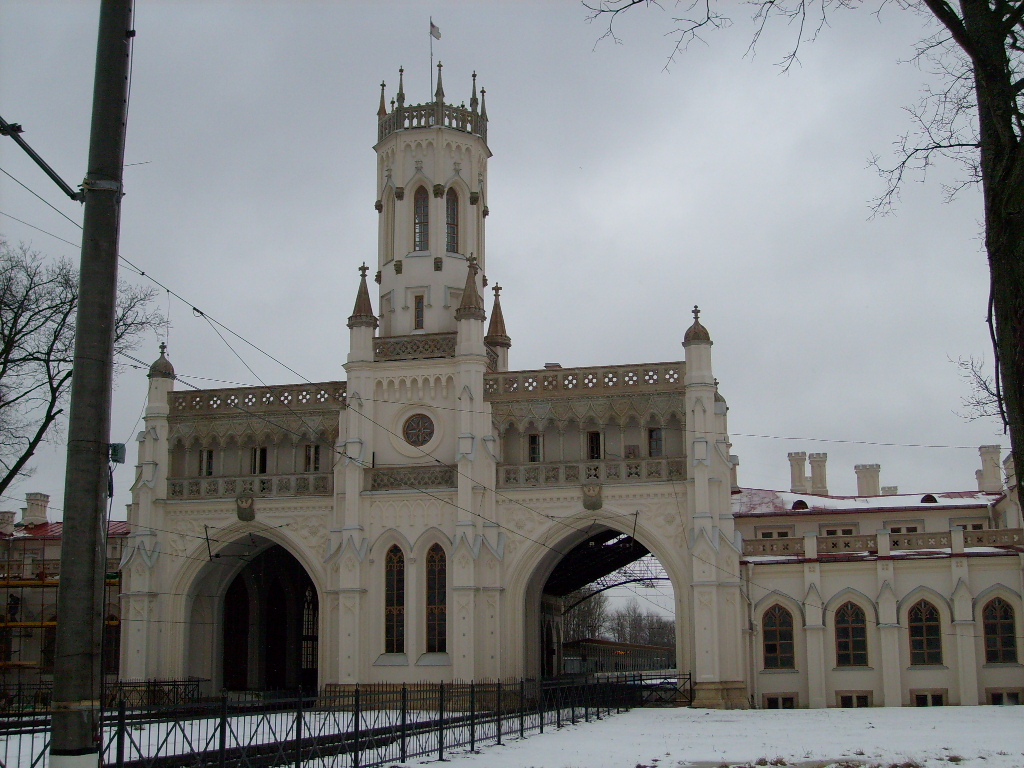
ノヴィ・ぺテルゴフ駅